# Tomás Gomensoro (Stadt)
Tomás Gomensoro ist eine Stadt im Nordwesten Uruguays.

## Geographie
Sie liegt auf dem Gebiet des Departamento Artigas in dessen Sektor 9 ca. 110 km westlich der Departamento-Hauptstadt Artigas. Nordwestlich der Stadt befindet sich Bella Unión.

## Geschichte
1908 erhielt die Stadt ihren jetzigen Namen, der auf den ehemaligen gleichnamigen Präsidenten Uruguays, Tomás Gomensoro, zurückzuführen ist. Zuvor führte sie den Namen Zanja Honda.

## Einwohner
Die Stadt hat 2.659 Einwohner, davon 1.286 Männer und 1.373 Frauen (Stand: 2011). und ist damit in Bezug auf die Einwohnerzahl derzeit die drittgrößte Stadt des Departamentos.
| Jahr | Einwohner |
| ---- | --------- |
| 1963 | 2.173     |
| 1975 | 2.100     |
| 1985 | 1.827     |
| 1996 | 2.427     |
| 2004 | 2.818     |
| 2011 | 2.659     |

Quelle: Instituto Nacional de Estadística de Uruguay

## Infrastruktur

### Bildung
Tomás Gomensoro verfügt mit dem am 17. März 1968 gegründeten, nach dem Schriftsteller Eliseo Porta benannten Liceo de Tomás Gomensoro – "Dr. Eliseo Salvador Porta" über eine weiterführende Schule (Liceo).

## Stadtverwaltung
Bürgermeisterin (Alcaldesa) von Tomás Gomensoro ist Alejandra Paz.

## Söhne und Töchter der Stadt
- Luis Eduardo Mallo, Rechtsanwalt und Politiker
- Bibiano Zapirain, Fußballspieler